# Yoko Takahagi
Yoko Takahagi (高萩 陽子 Takahagi Yoko?,  nacido el 17 de abril de 1969) es una exfutbolista japonesa que jugaba como defensa.
Takahagi jugó 31 veces para la selección femenina de fútbol de Japón entre 1986 y 1991. Takahagi fue elegida para integrar la selección nacional de Japón para los Copa Mundial Femenina de Fútbol de 1991.

## Trayectoria

### Clubes
| Club                  | País  | Año  |
| --------------------- | ----- | ---- |
| Shinko Seiko FC Clair | Japón | ???? |

### Selección nacional
| Selección | País  | Año         |
| --------- | ----- | ----------- |
| Absoluta  | Japón | 1986 - 1991 |

## Estadística de equipo nacional
| Selección femenina de fútbol de Japón | Selección femenina de fútbol de Japón | Selección femenina de fútbol de Japón |
| Año                                   | Partidos                              | Goles                                 |
| ------------------------------------- | ------------------------------------- | ------------------------------------- |
| 1986                                  | 13                                    | 0                                     |
| 1987                                  | 2                                     | 0                                     |
| 1988                                  | 0                                     | 0                                     |
| 1989                                  | 6                                     | 0                                     |
| 1990                                  | 6                                     | 0                                     |
| 1991                                  | 4                                     | 0                                     |
| Total                                 | 31                                    | 0                                     |